# Tipula (Vestiplex) gandharva
Tipula (Vestiplex) gandharva is een tweevleugelige uit de familie langpootmuggen (Tipulidae). De soort komt voor in het Oriëntaals gebied.